# دونالد ستيوارت (سياسي)
دونالد ستيوارت (بالإنجليزية: Donald W. Stewart)‏ هو قاضي ومحامي وسياسي أمريكي، ولد في 8 فبراير 1940 في الولايات المتحدة. حزبياً، نشط في الحزب الديمقراطي. انتخب عضو مجلس نواب ألاباما وانتخب عضو مجلس الشيوخ الأمريكي عن دائرة ألاباما (7 نوفمبر 1978 – 2 يناير 1981).